# Salta (Daguestan)
Salta - Салта (rus) - és un poble del Daguestan, a Rússia, que el 2019 tenia 764 habitants. Pertany al districte rural de Gunib.